# Paracincia
Paracincia este un gen de insecte lepidoptere din familia Arctiidae.

Cladograma conform Catalogue of Life:
| Paracincia | \| \| Paracincia butleri \| \| \| \| \| \| Paracincia dognini \| \| \| \| |
|            | \| \| Paracincia butleri \| \| \| \| \| \| Paracincia dognini \| \| \| \| |
|            | Paracincia butleri                                                        |
|            |                                                                           |
|            | Paracincia dognini                                                        |
|            |                                                                           |